# Ajo (Cantàbria)
|  | Per a altres significats, vegeu «Ajo». |

Ajo és la capital del municipi de Bareyo (Cantàbria, Espanya). La localitat es troba a una distància de 29 quilòmetres de Santander i està situada a 46 metres sobre el nivell del mar. L'any 2008 Ajo tenia 1.549 habitants (INE).
La primera referència històrica escrita que tenim d'Ajo (Asio) figura en el Liber Testamentarum de la Catedral d'Oviedo, any 923, en el qual el rei Ordoño II de Lleó fa donació de l'església de Sant Joan de Asio. L'etimologia popular, sense cap base científica, diu que el nom prové de la gran quantitat del producte homònim, allium sativum, que consumien els seus habitants i que donava a la localitat una olor característica.
Destaca, del lloc, la seva accidentada costa, que és reconeguda com una Zona d'Especial Protecció per a les Aus.

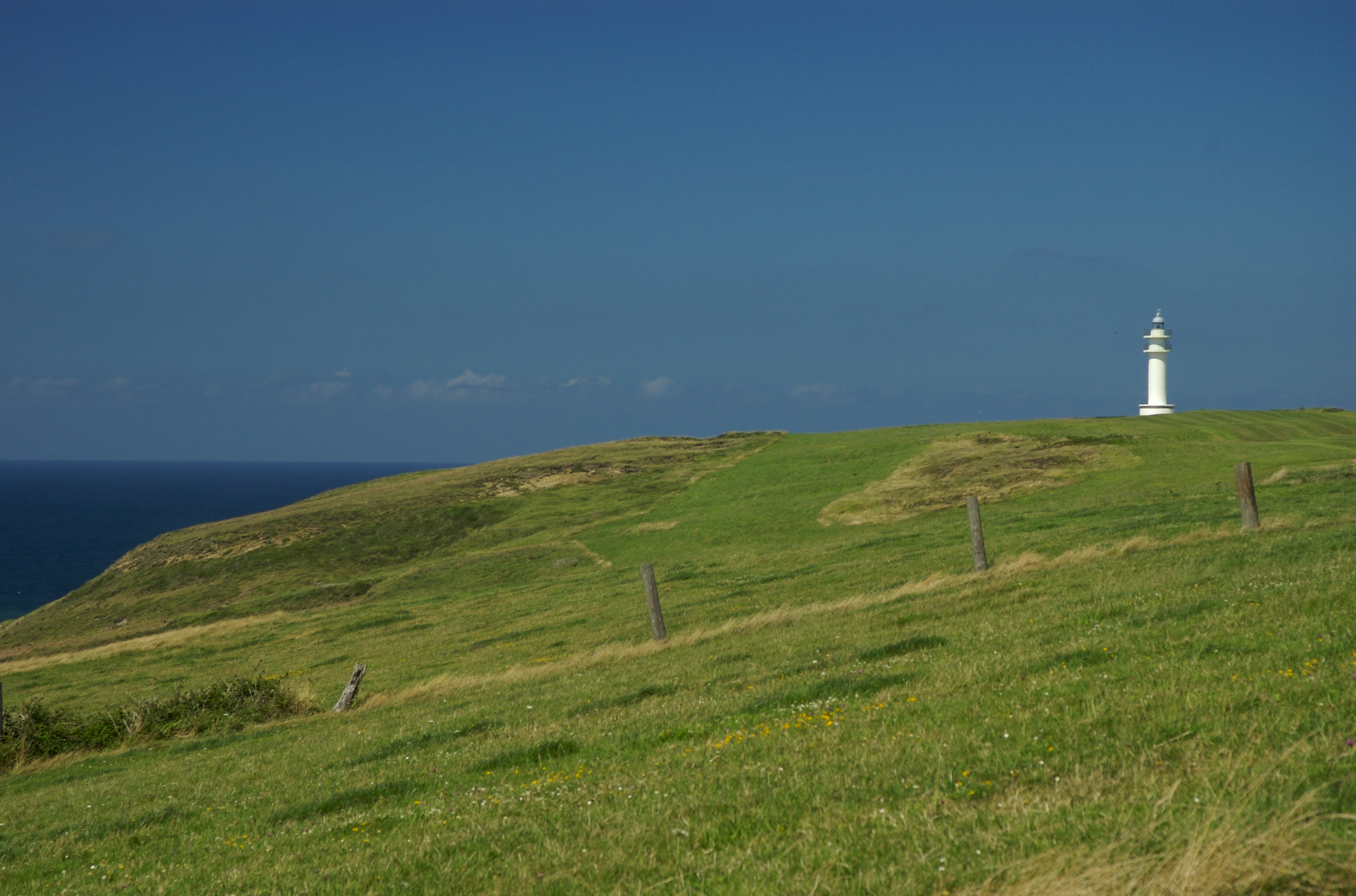
Far d'Ajo